# Орден Жукова
Орден Жукова (рос. орден Жукова) — державна нагорода Російської Федерації.

## Історія нагороди
- 9 травня 1994 року указом Президента Російської Федерації Б. Н. Єльцина «Про заснування ордена Жукова та медалі Жукова»[1] були засновані нові державні нагороди — орден Жукова та медаль Жукова.
- Указом Президента Російської Федерації від 7 вересня 2010 року № 1099 «Про заходи щодо вдосконалення державної нагородної системи Російської Федерації»[2] затверджені нині діючі статут та опис ордену.

## Фейкове зображення
На ордені міститься зображення маршала СРСР Г.Жукова у військовому мундирі, який був відмінений у 1945 році, проте з чотирма зірками Героя СРСР, останню з яких маршал Г.Жуков отримав за придушення повстання у Будапешті в 1956 році

## Статут ордена
1. Орденом Жукова нагороджуються командувачі об'єднаннями, командири з'єднань, військових частин, їх заступники з числа вищих і старших офіцерів:
- за вмілу організацію та проведення операцій угруповань військ (сил) на стратегічних напрямках (театрах військових дій) або армійських операцій, в ході яких, незважаючи на чисельну перевагу противника, були досягнуті цілі операції;
- за майстерно проведений маневр на суші і в повітрі по оточенню противника, в ході якого здійснено розгром його переважаючих сил;
- за проявлені ініціативу і рішучість при виборі місця і часу нанесення головного удару, що дозволили розгромити противника на суші і в повітрі, зберегти при цьому боєздатність і продовжити його подальше переслідування;
- за здійснення прориву оборонної смуги противника, подальший розвиток наступу, організацію переслідування, оточення і розгрому противника;
- за проявлену завзятість при відображенні ударів противника з повітря, суші і моря, утримання займаних військами призначених зон відповідальності, створення умов для захоплення ініціативи й позбавлення противника можливості продовжувати наступальні дії;
- за вмілу організацію і керівництво формуваннями Збройних Сил Російської Федерації, дислокованими за межами Російської Федерації, при відображенні збройного нападу на них, а також при захисті від збройного нападу громадян Російської Федерації, що перебувають за межами Російської Федерації.

2. Орденом Жукова можуть бути нагороджені військові з'єднання і частини, що брали участь у проведенні операцій на суші і в повітрі, в ході яких, незважаючи на запеклий опір противника, були досягнуті цілі операцій з повним збереженням боєздатності військових частин.
3. Орденом Жукова можуть також нагороджуватися іноземні громадяни — військовослужбовці військ союзників з числа вищого та старшого офіцерського складу, які брали участь нарівні з військовослужбовцями Російської Федерації в організації та проведенні спільної успішної операції коаліційних угруповань військ (сил).
4. Нагородження орденом Жукова може бути проведено посмертно.

### Порядок носіння
- Знак ордена Жукова носиться на лівій стороні грудей і за наявності інших орденів Російської Федерації розташовується після знака ордена Ушакова.
- Для особливих випадків і можливого повсякденного носіння передбачено носіння мініатюрної копії знака ордена Жукова, яка розташовується після мініатюрної копії знака ордена Ушакова.
- При носінні на форменому одязі стрічки ордена Жукова на планці вона розташовується після стрічки ордена Ушакова.

## Знаки ордена
| 1994–2010 | з 2010 |
| --------- | ------ |
|           |        |
|           |        |